# 封建制

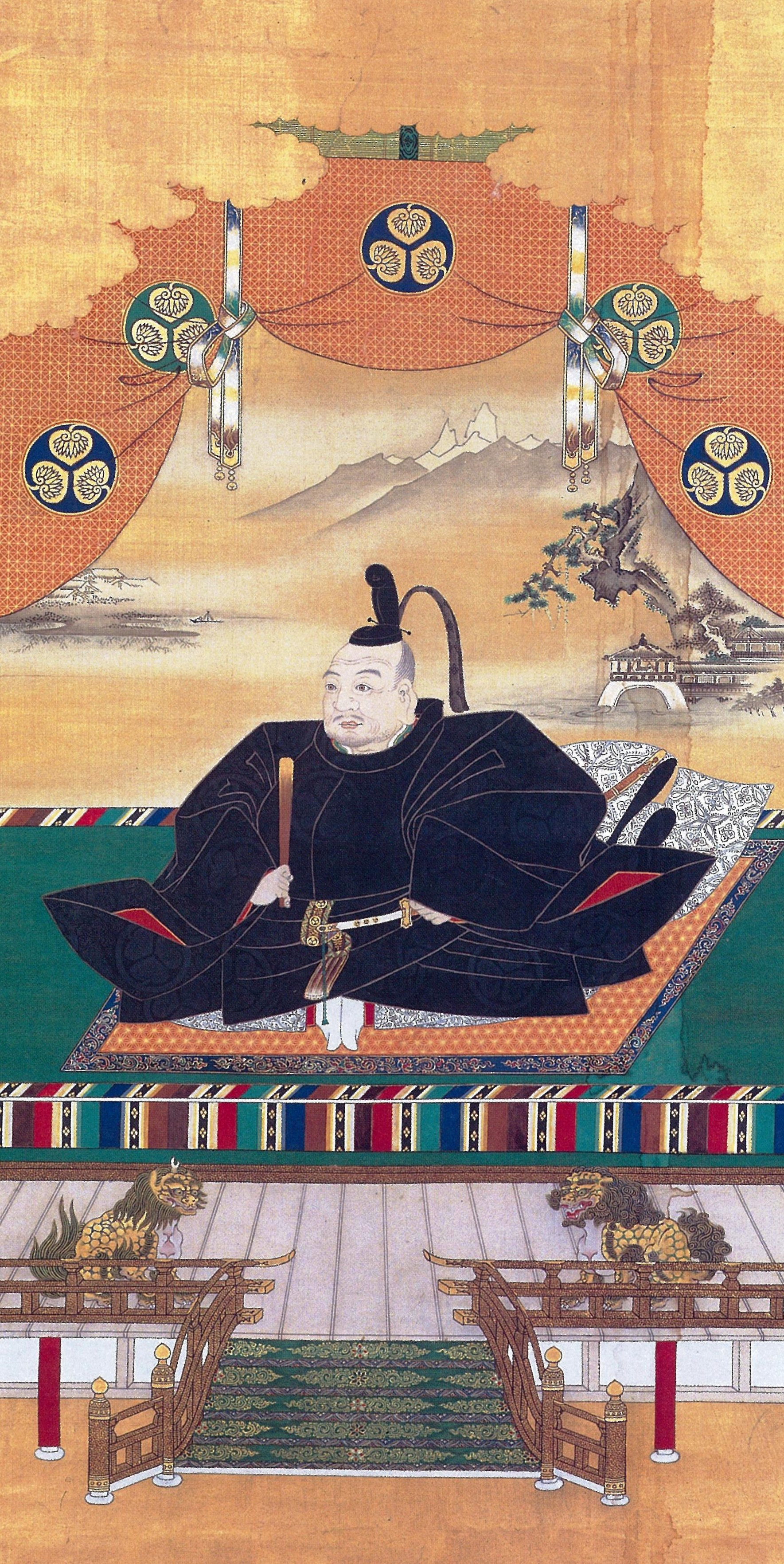
徳川幕府の開祖、徳川家康。1600年から1868年の間に存在した幕府は、日本の歴史の中で最後の封建政権で、江戸時代として知られる。

封建制度（ほうけんせいど）は、君主の下にいる諸侯たちが土地を領有してその土地の人民を統治する社会・政治制度。
諸侯たちは、領有統治権の代わりに君主に対して貢納や軍事奉仕などといった臣従が義務づけられ、領有統治権や臣従義務は一般に世襲される。

## 概要
日本史においては、一般に鎌倉時代から明治維新までの武家支配時代を封建時代と呼ぶ。
封建制は、古代中国の統治制度に由来する概念であるとともに、ヨーロッパ中世の社会経済制度であるフューダリズムの訳語でもあり、2つの意味が相互に影響している面もある。
中国では、封建制と郡県制の是非について「歴千百年」の議論が続いた。日本では中国古典とともに封建制の概念も持ち込まれ、頼山陽など江戸時代の知識人は、鎌倉幕府成立以来の武家政権体制を中国古代と似たものと考え、封建制の概念を用いて日本史を論じた。明治維新で実施された版籍奉還や廃藩置県には、こうした頼山陽らの封建制についての議論が影響している。
李基白（朝鮮語: 이기백、西江大学）は、「朝鮮には、封建社会がなかったというのが私の考えです。その根拠は、統一新羅、高麗王朝、李氏朝鮮には封建領主が存在しないからです。従って、封建領主が存在しない封建社会はありえないでしょう。封建制度は国王が封建領主に領地を与え、その統治に全権行使できる代わりに、封建領主は国王の必要に応じて兵力動員などの義務を負う組織です」と主張している。一方、韓国の研究者のなかには「封建領主は存在しなかったが、土地所有者の農地を耕作する農民が農奴の地位にあったため封建社会と解釈できる」という反論もあるが、「そんな時代はむしろ農奴社会や農奴制社会と呼ぶのが正確でしょう」と反論している。
一方、ヨーロッパ特にドイツでは、中世を特徴づける社会経済制度としてフューダリズム（ドイツ語:Feudalismus、英語:Feudalism）やレーエン（ドイツ語:Lehen）が盛んに研究されていた。明治時代半ばにレーエンを中心にフューダリズムが日本に紹介されると、フューダリズムと封建制は類似しているとされ、フューダリズムの訳語として封建制が用いられるようになった。その後、ドイツの歴史学派による経済発展段階説やマルクス経済学の唯物史観が日本に紹介されると、封建制（フューダリズム）は農奴制に結びつく概念となった。

## 中国史における封建制
封建制は、もともとは中国古代の周王朝の統治制度であった。秦王朝で始皇帝の前で郡県制の導入が議論されてからは、封建制と郡県制の是非をめぐる議論がしばしば行われた。

### 殷・周
龍山文化期から殷代にかけての社会統合の制度は、「貢献」とよばれる貢納制であったとされる。殷末から西周期にかけて、貢納制はさらに進化し、複雑化して、封建制に展開したとされる。
貢納制は、首長・王権などの政治的中心に向かって従属・影響下にある各地域聚落・族集団から、礼器・武器・財貨・穀物・人物等を貢納し、首長や王権が主宰する祭祀・儀礼を助成するなどして、ゆるやかな従属を表明する行為である。これに対して、首長や王権は、祭祀や儀礼の執行に際して、政治的中心に蓄えられた貢納物を、参加した地域聚落や族集団の代表に再分配することを通じて政治的秩序を樹立する。この「貢納―再分配」の関係によって、首長・王権は、ゆるやかな政治的統合を実現した。
殷代では、殷王が有力都市連盟の盟主もしくはそれ以上の立場にあったとみられるが、それらの都市支配者に領域支配を認める形の制度になっていたのかは不明である。ただし、王が諸侯を建てて地方を統治させるという封建制は、周が創始した制度というわけではなく、殷代には既に存在していた。また、殷帝国の周囲では封建された国とは別に方国と呼ばれる国々が点在していたことが知られており、これらを外様あるいは異民族の国とする説がある。殷を方国の連盟の盟主と見る場合、封建された国はより殷の支配の強い国々であったと考えられ、したがって殷代には同族や直接支配下にあった部族の有力者が封建されたと考えられる。中国の学界では、ヨーロッパ中世の封建制（feudalism）と区別するためか、中国の封建制を「分封制」と呼ぶことが多いとされる。
殷周戦争に際して殷に味方した諸侯国の大半は滅亡または領地縮小に追い込まれ、それらの土地には代わりに周の王族や譜代が封じられた。西周代の封建制は、単純な貢献制である穀物・人物・財貨等の「貢納―再分配」から進んで、より複合化し、身分秩序を表す礼器や封土及び族集団を最初の封建時に再分配することによって、職業（貢納物・征戦等）の貢納を割り当てて、中心となる王権のもとに複数の下位首長である諸侯、宗氏―分族、宗子―百生を階層制的序列に組み込んで統合する政治秩序である。この場合、王権と諸侯―百生との関係は、「貢納―再分配」を通じた上位首長と下位首長との間の二者間君臣関係であり、王権はせいぜい諸侯―百生からなる支配者集団に対して及んでいるにすぎず、下層族集団の内部にまでは貫徹していない。また、周王権の文化的・政治的影響力が及ぶ全ての地域の首長や族集団が王権に対して貢納関係・封建関係を結んでいたわけではないとされる。戎や夷と呼ばれる周縁に散在する諸種族は、貢納によって従属関係に入る場合もあれば、往々にして離反することもあり、西周王権は、なお統一的な領土国家として政治支配を実現するには至っておらず、前国家段階における首長制的社会統合をより複合的・広域的に実現したものであったとされる。
西周代の封建制には2つの類型があったとされており、ひとつは、周王権との系譜関係をもつ首長や同盟関係にある異種族の首長を武装植民の形で各地に派遣し、身分序列を表す礼器とともに王人百生などの諸親族集団を再分配し、その地の諸集団と領域とを支配させる類型である。他のひとつは、殷の遺民を封じた宋のように、旧来の族集団を基本的に維持したままで、諸侯に封じて建国させる類型である。周王権は、その支配領域を再編し、政治的影響力を四方に拡大していったが、もとより西周封建制の特質は、武装植民地型の封建制のほうにあったとされる。
長子相続を根幹する体制を宗族制度といい、封建制度にも関連性がある。宗族制度は紀元前2千年紀前半に一般的となったとされている。

### 春秋戦国時代
春秋時代には、周王に対する諸侯の自立性が高まるとともに、周王の権威が衰退し、封建制が動揺し始めた。春秋時代に入ると、各国間の戦争が常態化するようになり、戦争による競合の中で、諸侯は、天子に対する貢納を経常的に行わなくなり、封建制の基盤である貢納制が不安定化した。
宗族組織が解体されより集権的な官僚制に置き換わるとともに中国的な封建制度は徐々に消滅していった。宗族制度は春秋末期から戦国初期にかけて解体され、末端では邑を中心とする諸侯支配が確立した。
また春秋時代には会盟政治と呼ばれる政治形態が出現した。これは覇者と呼ばれる盟主的国家が他国に対して緩い上位権を築く仕組みであるが、周王朝が衰え各国単独では北方・東方異民族の侵攻への対応が難しくなったため、新たな支配-被支配が必要となり誕生したと考えられている。会盟の誓約は祭儀的な権威に付託して会盟参加者に命令する関係を築いた。会盟は、多くの場合、宗廟において挙行され、先王に戦争の停止を誓うとともに、周王を奉戴して貢献制を基盤とする封建的秩序を再構築する儀礼であった。侯馬盟書が伝えるように、会盟は、諸侯間だけではなく、趙氏一族を中心とする晋国内部の諸首長間の紛争の調停に際しても挙行された。覇者や諸氏族の宗主たちは、会盟の主宰者になることによって、貢献制を基盤とする封建制的秩序をかろうじて維持していたとされる。
戦国時代には宗族組織はほとんど消滅もしくは変質して封建領主は宗族や功臣を除いて居なくなり、在地や諸侯は血縁ではなく官吏と律令により支配されるようになり、郡県制に置き換えられた。

### 秦の始皇帝による郡県制の導入
秦の始皇帝は天下を平定すると、李斯の提言により郡県制を採用した。史記「秦始皇本紀」では、王綰らが封建制度の採用を提案したのに対し、李斯は周の封建制度が失敗に終わって天下争乱のきっかけになったことを指摘して郡県制度を施行するよう主張したことが記されている。始皇帝はそれに対して次のように言い、李斯の主張の通りに郡県制を採用した。
天下の共に苦しみ戦闘の休まざるは、侯王有るを以てす。宗廟を頼りて、天下初めて定むるも、又復して国を立つるは、是れ兵を樹てるなり。しこうして其の寧息を求むるは、あに難からざらんや。

（現代語訳: 天下はみな苦しみ戦闘が止まない。各地に封じられた侯王あってのことだ。宗廟によって、天下を初めて平定した。また再び各地に人を封じて国を立てれば、各々が封国で兵を集めるだろう。その上で天下の安寧を求めるのが、難しくないということがあろうか。）
—始皇帝、『史記』「秦始皇本紀」

### 漢
紀元前196年、前漢の高祖劉邦は、建国以来あいまいであった貢献制と賦制の改革を行い、各王国・侯国については、毎年年頭の10月に皇帝に朝見して貢献物を貢納すること、直轄郡については、その人口数に63銭を乗じた銭額を賦として中央政府に貢納することを命じた。王国・侯国は、郡県を封地とする封建制であり、貢献制を通じて皇帝のもとに統合された。賦を貢納する漢朝直轄の郡県制と、貢献制を媒介とする王国・侯国の封建制とが複合するため、この支配体制を郡国制という。
文帝・景帝期には、王国・侯国の領土と権力の削減が図られ、呉楚七国の乱を転機として、王国・侯国の権力削減が一層進むこととなった。武帝期には、国王・列侯は、租税の一部を受領して生活するのみで、政治には関与しなくなり、王国・侯国は、直轄の郡県と全く変わらなくなった。複合していた封建制は、形式となって郡県制に埋め込まれ、ここに、戦国の体制が実質的に終末を迎えることとなった。

### 封建・郡県の議論
秦の始皇帝による郡県制の導入以降、儒教の影響を受けながら、封建制と郡県制の利害得失を巡って対立する思想体系が構成され、多くの文献で封建・郡県の是非が議論されるようになった。封建制と郡県制を巡る議論のなかで、有名なものは次のとおり。
| 国 | 人名   | 著書                           | 是非               | 概要 |
| -- | ------ | ------------------------------ | ------------------ | --- |
| 魏 | 曹冏   | 『六代論』（『文選』収録）     | 封建は是、郡県は非 | 夏殷周3代の封建制度は天下を私せず天下と諸侯とが共存共栄であった一方、秦の郡県制は、天子を孤立させその滅亡を早めたと主張                     |
| 晋 | 陸機   | 『五等諸侯論』（『文選』収録） | 封建は是、郡県は非 | 封建制度は天下を公にする所以である一方、郡県制度は官僚政治であり、官僚の一身の栄達のために行政がなされ、国家百年の長計が顧みられない と主張 |
| 唐 | 柳宗元 | 「封建論」                     | 封建は否、郡県は是 | 周の封建制度は諸侯が相争って天下争乱の原因となり、秦・漢・唐では郡県制度が天下の平和をきたしたと主張                                        |
| 唐 | 李百薬 | 「封建論」                     | 封建は否、郡県は是 | 貞観2（629）年、唐の太宗のときに起きた封建制度採用の議論に反対するための上書                                                                |
| 唐 | 顔師古 | 「論封建表」                   | 郡県・封建併用論   | |
| 宋 | 蘇軾   | 「論古」中の一節               | 封建は否、郡県は是 | 柳宗元の所論を賞賛。夏殷周3代の封建制度はやむをえず起こったと主張                                                                           |

 出典:  
これらの議論について文献通考を編纂した馬端臨は、「その発明する（明らかにする）ところのもの公と私とに過ぎざるのみ」と整理した。双方の議論とも、中国で伝統的な「公」を善で「私」を悪とする概念を用いており、封建制反対論では諸侯が天下を分有して「私」することが悪、郡県制反対論では天子一人が天下を「私」することが悪とされた。こうした文献は中国と日本で広く読まれた。

#### 明清時代の議論
明の時代では、東林党や遺老の学が有名であり、そこでは官僚が責任者として自発的に地方統治を行うための制度として封建制が議論された。
明末期から清のはじめにかけては、異民族王朝の中国支配に直面し、それに抵抗する学者たちが「封建」論をとなえた。そのなかでも有名なのは顧炎武の議論である。
顧炎武は、明末の政治腐敗と各地で起きる農民反乱、引き続いての満州民族の侵入と明の滅亡という亡国の悲運を経験しており、その原因を尋ねることを目的に歴史を研究した。土地土着の有力者が身を挺して郷土と民を守る一方、郡県の地方官の多くが流族や満州族侵攻のときになにも抵抗していないことを目撃していた顧炎武は、その原因を郡県制の欠陥と考えた。一方で、封建が郡県に変じたのはそれなりの歴史の必然であったとし、「封建の意を郡県に寓す」とする郡県制のなかに封建制を組み込ませる地方分権型の政治体制を主張した。具体的には、郡県制度の末端にあたる県の長官に大きな権限を与えるとともに世襲制とし、その下で働く地方官僚も県の長官がみずから任命できるようにすることなどを提案している。
清における封建論は、1728年の呂晩村の獄で弾圧され、しばらく跡を絶った。清末になりアヘン戦争や太平天国の乱などで王朝の弱体化が明らかになると、馮桂芬らがふたたび封建論を唱えるようになった。

## 日本での封建・郡県の議論
日本ではじめて封建・郡県の本格的な議論をしたのは、江戸時代前期の山鹿素行とされている。以降、 荻生徂徠、太宰春台、山片蟠桃、頼山陽、会沢正志斎らが封建・郡県制を論じている。

### 江戸時代前期の議論
山鹿素行や荻生徂徠の議論は、厳重な地方制御装置を備えた中央集権国家像を描いている点で一致しており、江戸時代の幕藩制のシステムを正当化するものであった。

### 江戸時代後期の議論
江戸時代後期の山片蟠桃は、郡県制が人為的制度、封建制が自然の理にかなったものとし、封建制を是とした。その上で江戸幕府を、天皇からの勅命を受けた正統な封建制とみなした。ただしこの時点で山片蟠桃の意図とは別に、江戸幕府の正統性が引きはがされる根拠が生じた。
頼山陽は、封建の概念を用いて日本の歴史について論じた。鎌倉幕府以来の武士の世を頼山陽は「封建の勢」とし、正統なものではないことを暗示し、封建の勢が進行するとともに重税化が進んだことを主張した。
会沢正志斎は、郡県制のイデオロギーであった王土王民思想を天皇と結び付け、天下の土地人民はことごとく天皇のものであり、封建制は天皇制に合致する場合だけ認められるとした。
田中圭一は、著書「百姓の江戸時代」の中で、「武士は土地の所有者ではなく、百姓こそが土地の所有者であった」とし、事実、江戸時代においても土地の売買や質入れはされていた。今や、士農工商の身分制度などなかった説は常識であり、むしろ資本主義の原点が芽生えていた。田中は「江戸時代は封建社会ではなく、工業化以前の近代社会」とまで言い切る。江戸時代は封建制というのは、幕府の支配者史観によるもので、甚だ事実と異なるという意見もある。

## フューダリズム
フューダリズム（Feudalism）とは歴史学において中世北西部欧州社会特有の支配形態を指した用語であり、「封建制」と訳される。土地と軍事的な奉仕を媒介とした教皇・皇帝・国王・領主・家臣の間の契約に基づく緩やかな主従関係により形成される分権的社会制度で、近世以降の中央集権制を基盤とした主権国家や絶対王政の台頭の中で解消した。
マルクス主義歴史学（唯物史観）においては、生産力の進歩に伴い拡大するとされる生産関係の上部構造と下部構造の間の矛盾発生とこの矛盾の弁証法的な発展解消を基盤として普遍的な歴史進歩の法則を見いだそうとするため、この理論的枠組みを非ヨーロッパ地域にも適用して説明が試みられた。この場合、おおよそ古代ギリシアや古代ローマ社会を典型とみなす古代の奴隷制が生産力の進歩によって覆され、領主が生産者である農民を農奴として支配するようになったと解釈される社会経済制度のことを示し、この制度が認められる歴史段階を中世と定義する。

### 北西部ヨーロッパ

戦う人（騎士）、祈る人（聖職者）、働く人（農民）の中世西欧三身分を表す図

古ゲルマン人社会の従士制度（軍事的奉仕）と、ローマ帝国末期の恩貸地制度（土地の保護）に起源を見いだし、これらが結びつき成立したと説明されることが多い。国王が諸侯に領地の保護（防衛）をする代償に忠誠を誓わせ、諸侯も同様のことを臣下たる騎士に約束し、忠誠を誓わせるという制度である。この主従関係は騎士道物語などのイメージから誠実で奉仕的なものと考えられがちだが、実際にはお互いの契約を前提とした現実的なもので、また両者の関係が双務的であったこともあり、主君が臣下の保護を怠ったりした場合は短期間で両者の関係が解消されるケースも珍しくなかった。
さらに「臣下の臣下は臣下でない」という語に示されるように、直接に主従関係を結んでいなければ「臣下の臣下」は「主君の主君」に対して主従関係を形成しなかったため、複雑な権力構造が形成された。これは中世西欧社会が極めて非中央集権的な社会となる要因となった（封建的無秩序）。
西欧中世においては、特にその初期のカロリング朝フランク王国の覇権の解体期において北欧からのノルマン人、西アジアと地中海南岸からのイスラーム教徒、中央ユーラシアステップ地帯からのマジャール人やアヴァール人などの外民族のあいつぐ侵入に苦しめられた。そのため、本来なら一代限りの契約であった主従関係が、次第に世襲化・固定化されていくようになった。こうして、農奴制とフューダリズムを土台とした西欧封建社会が成熟していった。

### 日本の封建制（フューダリズム）
封建制がフューダリズムの訳語として用いられるようになってから日本で封建制とされてきた体制は、荘園公領制による統治などの国内的要因が主となって形成された（天皇やその藩屏たる貴族は権威を「根拠付ける」存在である）。西欧のフューダリズムで複数の契約関係や、短期間での契約破棄・変更がみられたのと同様、日本でも実際のところ戦国時代まで主従関係は後述の「御恩と奉公」の言葉で表現されるように一部双務的・流動的なものであり、「忠臣は二君に仕えず」「君、君たらずとも臣、臣たれ」という語に示されるような片務的な奉仕と忠誠が求められたのは、江戸時代に入ってからである。
日本の封建制の成立をめぐっては、いくつかの説がある。ひとつは鎌倉幕府の成立によって「御恩と奉公」が既に広義の封建制として成立したとする説で、第2次世界大戦前以来、ほとんどの概説書で採用されていた。この考え方では、古代律令国家の解体から各地に形成された在地領主の発展を原動力として、領主層の独自の国家権力として鎌倉幕府が形成された（鎌倉幕府の力は、日本全国に及んでいたわけではない）とみなす。したがって承平天慶の乱（承平5年、935年）がその初期の現われとみなされる。一方、日本中世史と日本近世史の間で、1953年から1960年代にかけて日本封建制成立論争が展開した（太閤検地論争とも呼ばれる）。その口火を切った安良城盛昭は、太閤検地実施前後の時期の分析から荘園制社会を家父長的奴隷制社会（＝古代）とし、太閤検地を画期として成立する幕藩体制を日本の封建制と規定した。他には、院政期以降を成立期とする説（戸田芳実など）、南北朝内乱期を成立期とする説（永原慶二など）が提起された。
中国の儒家思想で当てはめた場合、平安期までが中央から派遣される地方官たる国司が地方の統治単位である令制国を実効統治する「郡県制」であり、鎌倉期以降が在地領主である武士が荘園・国衙領単位で実効統治を行う封建制となる（中国史学に基づくと12世紀末から19世紀が封建制となる）。これに対し、ドイツに留学し、ヨーロッパ史学の影響を受けた福田徳三は『日本経済史論』（1907年）において、延喜の治後、931年から1602年までを西欧のフューダリズムと似た封建時代と解し、1603年から1867年（近世江戸期）を「専制的警察国家」（絶対主義）と定義し、続いて法制史家の中田薫が「「コムメンダチオ」と名簿捧呈の式」（1906年）を発表し、日欧の封建制はともに主従性（家人制）と恩貸制（知行制）とし、その開始を平安中期においた。

### 中国における発展段階論
中国史において唯物史観的発展段階論を適用した場合の封建制について述べる。
郭沫若はその著書『中国古代社会史研究』の中において中国史に発展段階論を適用し、西周を奴隷制の時代とし、春秋時代以降を封建制とした。これに対して呂振羽 (zh) は殷を奴隷制、周代を封建制の社会だとして反論し、この論争は結論を見ないままに終わることになる。
これらの論の基準となる所は封建制の特徴とされる農奴の存在である。現在は春秋時代までの農耕民と牧畜民という文化の異なる都市国家・小国家間の戦争による捕虜などを供給源とした時代の奴婢を奴隷と見做し、戦国時代以降唐末までの奴婢を農奴と見る。
マルクス主義の立場をとる研究者からも、在地の地主に裁判権などの権力が備わっておらず、それらが国家権力の手に集中されており、封建制の重要な内容である領主権力が存在しないため、中国史における封建制概念を否定する見解が出された。封建制に代わる、中国史上の経済制度を特徴づける概念や歴史像はいまだ構築されていない。